# インスタントメッセンジャー
インスタントメッセンジャー（英: instant messenger、別名：IM、IMクライアント）とは、コンピュータネットワーク（主にインターネット）を通じてリアルタイムコミュニケーションを実現するアプリケーション。
接続中のユーザーを確認し、ユーザー間でリアルタイムに短いメッセージ（インスタントメッセージ）をやりとりすることができる。近年ではファイル送受信機能や音声通話機能、さらにはビデオチャット機能などの搭載が進んでいる。一般的な文字セットの他、スマイリーやアニメーションエモーティコン (en:Emoticon#Graphic emoticons)、背景画像に多種の装飾が使用できるものもある。クライアントを配布する企業が中央サーバを提供しているのが普通だが、ユーザーによって作られた互換クライアント（クローン）も多数存在する。小規模なLAN内での使用を目的として中央サーバを必要としないものもある。基本的に各サービスに互換性がないことが欠点。
また、Skypeなどのインターネット電話ソフトもインスタントメッセージング機能を備えていることが多く、インスタントメッセンジャーとして扱われる事も多い。
このほか、所定のコンピュータネットワーク用クライアントソフトウェア（通信を行う端末ソフトウェア）の付加機能としてメッセンジャー機能を備えるものも見られる。例えば、後述するゲーマーメッセンジャーでは、通信対戦や協力プレイにおいて参加者を募ったり、あるいはゲームを通して交友関係を持った他者とのコミュニケーション手段として、メッセンジャー機能を備えている。
近年ではメッセージを送信するアプリである事からメッセージングアプリなどと呼称されたり、チャットでの会話をするアプリとしてチャットアプリなどとも呼称される。また、備えてる機能の関係等から広義の意味でのソーシャル・ネットワーキング・サービスとしてSNSアプリと呼ばれるアプリもある。

## 主なサービス
| 1988 | Internet Relay Chat         |
| 1989 |                             |
| 1990 |                             |
| 1991 |                             |
| 1992 |                             |
| 1993 |                             |
| 1994 |                             |
| 1995 |                             |
| 1996 | ICQ                         |
| 1997 | AIM                         |
| 1998 | Yahoo! Messenger            |
| 1999 | XMPP MSN Messenger          |
| 2000 |                             |
| 2001 |                             |
| 2002 |                             |
| 2003 | Xfire                       |
| 2004 |                             |
| 2005 |                             |
| 2006 |                             |
| 2007 |                             |
| 2008 |                             |
| 2009 | WhatsApp                    |
| 2010 | Kik Messenger               |
| 2011 | Facebook Messenger Snapchat |
| 2012 |                             |
| 2013 | Telegram                    |
| 2014 | Signal                      |
| 2015 | Discord                     |

複数のサービスを扱えるソフトウェアについては、#マルチプロトコルクライアントを参照。
- BlackBerry Messenger - BlackBerry、Android、iPhone端末間のメッセンジャーで、グループを作り複数人でチャットが楽しめる。
- Facebook Messenger - 元々Facebookの一部だった機能をアプリ化
- ICQ - かつてAIMと同じプロトコルが使われていた。1996年登場のために、草分け的存在と呼ばれる事がある。
- LINE - 独自にボイスチャットにも対応。2011年に登場。SNSとしての機能も併せ持つ。
- Signal
- Skype - 独自にビデオチャットやボイスチャットにも対応。2003年に登場（ベータ版）。
- Telegram
- Viber - 独自にボイスチャットにも対応。
- WhatsApp - 独自にボイスチャットにも対応。2009年に登場。
- カカオトーク - 独自にボイスチャットにも対応。2010年に登場。
- テンセントQQ
- WeChat微信
- Olvid（フランス語版） - 2023年12月8日までにフランス政府内では、Olvidとフランスの公務員向けに開発された Tchap 以外使用禁止となる[6]。

### チャット
厳密にはメッセンジャーに分類されないが、インスタントメッセンジャーと同じような機能を持っている事もある為、混同されたり似たような扱いをされるコミュニケーションツールやシステム、サービス、チャットサイト。
- Chatwork - ビジネス目的のチャットサービスの一つ
- Slack
- Discord - ゲームプレイヤー同士がリアルタイムで通話する際に多用される。全員での通話から、一時的に通話相手を限定したチーム内での通話、Discordと連携するゲームなど、使い方も多彩である。
- Steam - PCゲームダウンロード購入用ソフトではあるが、チャットなどの機能も持つ。
- TeamSpeak
- IMO
- tinychat（英語版） - オンラインビデオチャットサイト
- Omegle - オンラインチャットサイト
- YY - 中国の動画SNS

## オープンプロトコル

### IRC
IRCは通信プロトコルが簡素かつオープンとなっているため、ユーザ・クライアントに用いるソフトウェアの開発が容易であり、種類も多い。技術力があれば改造可能な為ハッカーも利用する。アノニマスが利用している。

### XMPP
XMPPはXMLベースのオープンプロトコルである。
Jabber社が開発しているがその仕様は全て公開されている（オープン標準）ため、たとえばメールサーバと同じように、ドメイン名とサーバさえあれば自分専用の XMPP サーバを立ち上げることができる。
他のインスタントメッセージングサービスのゲートウェイとなる機能も持ち、 AOL Instant Messenger、IRC、ICQ などのネットワークにメッセージを送ることができる。ただしサービスを提供しているサーバによっては、日本語が使用できないこともある。
Google Talk は、Jabber を核にしたものである。 

### Matrix
Matrixはリアルタイム通信のためのオープン標準な通信プロトコルである。異なるサービスプロバイダ間でリアルタイム通信をシームレスに機能させることを目的とし、JSON形式を利用してメッセージを送っている。
XMPP同様にドメイン名があればサーバを立ち上げることができ、メッセージなどの記録を自組織内で維持できる。
2018年にはフランス共和国政府がMatrixプロトコルに基づいた公務用インスタントメッセージングツール "Tchap" の開発計画を発表し、2019年にiOS及びAndroid向けにオープンソースとしてリリースされた。
フランスのTchapプロジェクトをモデルに2019年にはドイツ連邦国防省もMatrixプロトコルに基づいた安全なインスタントメッセージングツール "BwMessenger" のパイロットプロジェクトを発表している。
ブリッジと呼ばれるプログラムによって他のチャットアプリケーションともメッセージをやり取りできる。

## マルチプロトコルクライアント
複数のIMシステムを扱うことが可能なもので、多くはサードパーティー製。

### マルチプラットフォーム
- Pidgin - Linux、Windowsで動作。
- Franz - Windows、macOS、Linuxで動作。
- All-in-One Messenger - Chrome拡張機能として動作。
- QuteCom[リンク切れ] - Linux、macOS、Windowsで動作。

### macOS向け
- Adium
- メッセージ

### Windows向け
- Miranda IM
- Trillian

## LANメッセンジャー
LAN上でチャットとメッセンジャーが利用できるソフトウェア。閉鎖されたローカルネットワークでの使用を目的に開発されているが、諸条件が一致すればインターネットでも利用は可能。ただし、元来の利用法からは外れるため好ましい利用法とは言えない。
- IP Messenger 1996年日本のフリーソフト作者によって制作された。ICQより数か月早い。今でも、一部企業などローカル環境で使用される。
- LAN Messenger (eng) -  Windows
- ポップアップサービス (Winpopup.exe) - Windows 95・98付属ソフトウェア
- NET SENDコマンド - Windows NT・2000・XPのコマンドプロンプトのコマンド。セキュリティホールになりえるためファイアウォールでブロックされることも多い。

## 既にサービスが終了したもの
- Daumメッセンジャー
  - gooメッセンジャー (goo)
  - ODNメッセンジャー (ODN)
  - TTNetメッセンジャー （東京電話インターネット）
  - カフェスタメッセンジャー (Cafesta)
  - きがるメッセンジャー
- Odigo
  - Odigo for DreamNet（ドリームネット）
  - BIGLOBEメッセンジャー (BIGLOBE)
  - Odigo type R（リムネット）
  - Paa Messenger（トライネット）
  - Odigo ネットナビ（日経ネットナビ）
  - COOLメッセンジャー (COOL ONLINE)
  - Odigo@export-japan (export-japan.com)
- Instant Rendezvous
  - Pubzine IR
  - ゆびとまIR
- gooメッセンジャー - Daumメッセンジャーベースでのサービスを終了後に、新たにデスクトップパートナーをベースとしてリリースされた。
- BIGLOBEページャ
- @niftyメッセンジャー デリポップ (@nifty)
- fire
- WebPhone (au)
- gooey
- Curio Hotline
- Excite PAL（エキサイト）
- Sony Drive Messenger
- Meebo - 2012年7月に事実上のサービス終了
- Google Talk - XMPPプロトコルを用いていた。2013年5月にgoogle+ハングアウトと入れ替わる形でサービス終了
- Microsoft Messengerサービス
  - MSN メッセンジャー
    - MSN Web Messenger

  - Windows Messenger
  - Windows Live メッセンジャー - 2013年4月にSkypeに統合
  - Microsoft Messenger for Mac
- iChat - 2012年2月に開発終了
- Kopete（開発停滞）
- Yahoo!メッセンジャー - 2014年3月にサービス終了
- comm (DeNA) - 2015年5月にサービス終了
- Xfire - 2015年6月をもってインスタントメッセンジャーとしてのサービスは終了
- AOL Instant Messenger (AIM) - 2017年12月15日にサービス終了
- Yahoo! Messenger - 2018年7月17日にサポート終了

※Daumメッセンジャー、Odigo、Instant Rendezvousなどでは、それぞれのネットワークを利用しながら独自のクライアントソフトを使用する、いわばOEM提供の形でのサービスがいくつか存在した。